# Coppa CERS 2017-2018
La Coppa CERS 2017-2018 è stata la 38ª edizione dell'omonima competizione europea di hockey su pista riservata alle squadre di club. Il torneo ha avuto inizio il 4 novembre 2017 e si è concluso il 29 aprile 2018 con la disputa delle final four a Lleida.
Il titolo è stato conquistato dagli spagnoli del Lleida per la prima volta nella loro storia sconfiggendo in finale i portoghesi e detentori del titolo del Barcelos.
Il Lleida, in qualità di squadra vincitrice, e il Barcelos, come finalista del torneo, hanno avuto anche il diritto di partecipare alla Coppa Continentale 2018-2019.

## Squadre partecipanti
| Nazione     | Club               | Città                    | Qualificazione                                                       |
| ----------- | ------------------ | ------------------------ | -------------------------------------------------------------------- |
| Austria     | Dornbirn           | Dornbirn                 | 1º nell'Österreichischer Meister 2017                                |
| Austria     | Wolfurt            | Wolfurt                  | 2º nell'Österreichischer Meister 2017                                |
| Francia     | Coutras            | Coutras                  | 5º in Nationale 1 2016-2017                                          |
| Francia     | Mérignac           | Mérignac                 | 4º in Nationale 1 2016-2017                                          |
| Francia     | Nantes             | Nantes                   | 6º in Nationale 1 2016-2017                                          |
| Francia     | Noisy-le-Grand     | Senna-Saint-Denis        | 7º in Nationale 1 2016-2017                                          |
| Francia     | SCRA Saint-Omer    | Saint-Omer               | 3º in Nationale 1 2016-2017                                          |
| Germania    | Darmstadt          | Darmstadt                | 5º in Rollhockey-Bundesliga 2016-2017, quarti di finale dei play-off |
| Germania    | Düsseldorf Nord    | Düsseldorf               | 6º in Rollhockey-Bundesliga 2016-2017, quarti di finale dei play-off |
| Germania    | Germania Herringen | Hamm                     | 3º in Rollhockey-Bundesliga 2016-2017, semifinale dei play-off       |
| Germania    | Remscheid          | Remscheid                | 2º in Rollhockey-Bundesliga 2016-2017, finale dei play-off           |
| Germania    | Walsum             | Duisburg                 | 1º in Rollhockey-Bundesliga 2016-2017, semifinale dei play-off       |
| Inghilterra | Herne Bay United   | Herne Bay                | 2º in Roller Hockey Premier League 2016-2017                         |
| Inghilterra | Soham              | Soham                    | 3º in Roller Hockey Premier League 2016-2017                         |
| Italia      | Breganze           | Breganze                 | 6º in Serie A1 2016-2017, quarti di finale dei play-off              |
| Italia      | Correggio          | Correggio                | 11º in Serie A1 2016-2017                                            |
| Italia      | Sarzana            | Sarzana                  | 8º in Serie A1 2016-2017, quarti di finale dei play-off              |
| Italia      | Valdagno           | Valdagno                 | 7º in Serie A1 2016-2017, quarti di finale dei play-off              |
| Portogallo  | Barcelos           | Barcelos                 | Detentore della Coppa CERS e 5º in 1ª Divisão 2016-2017              |
| Portogallo  | Juventude Viana    | Viana do Castelo         | 6º in 1ª Divisão 2016-2017                                           |
| Portogallo  | Sporting Tomar     | Tomar                    | 10º in 1ª Divisão 2016-2017                                          |
| Portogallo  | Turquel            | Alcobaça                 | 9º in 1ª Divisão 2016-2017                                           |
| Portogallo  | Valença            | Valença                  | 8º in 1ª Divisão 2016-2017                                           |
| Spagna      | Igualada           | Igualada                 | 7º in OK Liga 2016-2017                                              |
| Spagna      | Lleida             | Lleida                   | 9º in OK Liga 2016-2017                                              |
| Spagna      | Noia               | Sant Sadurní d'Anoia     | 8º in OK Liga 2016-2017                                              |
| Spagna      | Vendrell           | El Vendrell              | 6º in OK Liga 2016-2017                                              |
| Spagna      | Voltregà           | Sant Hipòlit de Voltregà | 5º in OK Liga 2016-2017                                              |
| Svizzera    | Diessbach          | Diessbach bei Büren      | 1º in Lega Nazionale A 2016-2017, semifinale dei play-off            |
| Svizzera    | Ginevra            | Ginevra                  | 7º in Lega Nazionale A 2016-2017, semifinale dei play-off            |
| Svizzera    | Uri                | Seedorf                  | 6º in Lega Nazionale A 2016-2017, quarti di finale dei play-off      |
| Svizzera    | Uttigen            | Uttigen                  | 5º in Lega Nazionale A 2016-2017, quarti di finale dei play-off      |

## Risultati

### Primo turno
| Squadra 1        | Totale | Squadra 2          | Andata | Ritorno |
| ---------------- | ------ | ------------------ | ------ | ------- |
| Coutras          | 5 - 10 | Vendrell           | 3 - 5  | 2 - 5   |
| Juventude Viana  | 13 - 1 | Düsseldorf Nord    | 7 - 1  | 6 - 0   |
| Noia             | 21 - 5 | Darmstadt          | 11 - 2 | 10 - 3  |
| Barcelos         | 22 - 9 | Uttigen            | 12 - 3 | 10 - 6  |
| Soham            | 2 - 8  | Noisy-le-Grand     | 1 - 4  | 1 - 4   |
| Uri              | 6 - 12 | Correggio          | 1 - 6  | 5 - 6   |
| Remscheid        | 5 - 14 | Voltregà           | 4 - 6  | 1 - 8   |
| Valença          | 8 - 4  | Wolfurt            | 5 - 1  | 3 - 3   |
| Sarzana          | 3 - 9  | Igualada           | 1 - 3  | 2 - 6   |
| Walsum           | 5 - 12 | Lleida             | 3 - 5  | 2 - 7   |
| Valdagno 1938    | 10 - 6 | Germania Herringen | 4 - 2  | 6 - 4   |
| Sporting Tomar   | 10 - 5 | Mérignac           | 4 - 4  | 6 - 1   |
| Ginevra          | 5 - 6  | Turquel            | 3 - 5  | 2 - 1   |
| Diessbach        | 9 - 10 | SCRA Saint-Omer    | 6 - 3  | 3 - 7   |
| Nantes           | 3 - 10 | Breganze           | 2 - 4  | 1 - 6   |
| Herne Bay United | 5 - 17 | Dornbirn           | 3 - 10 | 2 - 7   |

### Ottavi di finale
| Squadra 1      | Totale | Squadra 2       | Andata | Ritorno |
| -------------- | ------ | --------------- | ------ | ------- |
| Vendrell       | 4 - 5  | Juventude Viana | 3 - 1  | 1 - 4   |
| Noia           | 2 - 4  | Barcelos        | 1 - 1  | 1 - 3   |
| Noisy-le-Grand | 6 - 9  | Correggio       | 2 - 2  | 4 - 7   |
| Voltregà       | 6 - 3  | Valença         | 5 - 1  | 1 - 2   |
| Igualada       | 5 - 7  | Lleida          | 4 - 3  | 1 - 4   |
| Valdagno 1938  | 7 - 9  | Sporting Tomar  | 6 - 6  | 1 - 3   |
| Turquel        | 7 - 4  | SCRA Saint-Omer | 2 - 1  | 5 - 3   |
| Breganze       | 18 - 4 | Dornbirn        | 9 - 2  | 9 - 2   |

### Quarti di finale
| Squadra 1       | Totale | Squadra 2      | Andata | Ritorno |
| --------------- | ------ | -------------- | ------ | ------- |
| Juventude Viana | 5 – 9  | Barcelos       | 2 – 5  | 3 – 4   |
| Correggio       | 9 - 10 | Voltregà       | 6 - 6  | 3 - 4   |
| Lleida          | 8 - 6  | Sporting Tomar | 4 - 2  | 4 - 4   |
| Turquel         | 7 - 9  | Breganze       | 4 - 5  | 3 - 4   |

### Final Four
Le Final Four della manifestazione si sono disputate presso il Pavelló Onze de Setembre a Lleida dal 28 al 29 aprile 2018.
|  | Semifinali | Semifinali | Semifinali |          |        | Finale | Finale | Finale |  |
|  |            |            |            |          |        |        |        |        |  |
|  | Lleida     | Lleida     | 4          |          |        |        |        |        |  |
|  | Lleida     | Lleida     | 4          |          |        |        |        |        |  |
|  | Breganze   | Breganze   | 3          |          |        |        |        |        |  |
|  | Breganze   | Breganze   | 3          |          | Lleida | Lleida | 2(1)   |        |  |
|  |            |            |            |          | Lleida | Lleida | 2(1)   |        |  |
|  |            |            | Barcelos   | Barcelos | 2(0)   |        |        |        |  |
|  | Barcelos   | Barcelos   | Barcelos   | Barcelos | 2(0)   | 5      |        |        |  |
|  | Barcelos   | Barcelos   |            |          |        |        |        |        |  |
|  | Voltregà   | Voltregà   | 2          |          |        |        |        |        |  |